# Darryl Jenifer
Darryl Jennifer est le bassiste du groupe de punk hardcore Bad Brains.
Il est né le 22 octobre 1960, à Washington.
Il est également producteur du groupe de reggae rock canadien Bedouin Soundclash, avec qui il a produit deux albums : Sounding a Mosaic en 2005 et Street Gospels en 2007.